# Domenico Sigalini
Domenico Sigalini (ur. 7 czerwca 1942 w Dello) – włoski duchowny katolicki, biskup Palestriny w latach 2005-2017.

## Życiorys
Święcenia kapłańskie otrzymał 23 kwietnia 1966 i został inkardynowany do diecezji Brescia. Przez 24 lata pracował jako wykładowca seminarium w Brescii. Był także m.in. zastępcą asystenta młodzieżowej sekcji Akcji Katolickiej w diecezji. W 1991 przeniósł się do Rzymu i na polecenie włoskiej Konferencji Episkopatu rozpoczął organizowanie przy niej krajowego centrum duszpasterstwa młodzieży. W 2001 został wiceasystentem krajowym Akcji Katolickiej.
24 marca 2005 papież Jan Paweł II mianował go ordynariuszem diecezji Palestrina. Sakry biskupiej udzielił mu 15 maja 2005 w Palestrinie kardynał Camillo Ruini. W latach 2007–2013 pełnił także funkcję asystenta włoskiej Akcji Katolickiej.
31 lipca 2017 przeszedł na emeryturę.